# 2013 JU63
2013 JU63, também escrito como 2013 JU63, é um corpo celeste que está localizado no disco disperso, uma região do Sistema Solar. O mesmo possui uma magnitude absoluta de 6,7 e tem um diâmetro com cerca de 192 km.

## Descoberta
2013 JU63 foi descoberto no dia 8 de maio de 2013.

## Órbita
A órbita de 2013 JU63 tem uma excentricidade de 0,351 e possui um semieixo maior de 51,471 UA. O seu periélio leva o mesmo a uma distância de 33,419 UA em relação ao Sol e seu afélio a 69,524 UA.